# Pingwu
Pingwu är ett härad som lyder under Mianyangs stad på prefekturnivå i Sichuan-provinsen i sydvästra Kina.